# Gmina zbiorowa Tarmstedt
Gmina zbiorowa Tarmstedt (niem. Samtgemeinde Tarmstedt) – gmina zbiorowa położona w niemieckim kraju związkowym Dolna Saksonia, w Rotenburg (Wümme). Siedziba administracji gminy zbiorowej znajduje się w miejscowości Tarmstedt.

## Podział administracyjny
Do gminy zbiorowej Tarmstedt należy osiem gmin:
1. Breddorf
2. Bülstedt
3. Hepstedt
4. Kirchtimke
5. Tarmstedt
6. Vorwerk
7. Westertimke
8. Wilstedt